# Samuel Vriezen
Samuel Vriezen (1973) is een Nederlandse componist, dichter, essayist, redacteur en vertaler.
Op zijn achtste begon Vriezen met pianoles; de piano is nog steeds zijn primaire instrument Hij begon met een studie wiskunde die hij niet heeft afgemaakt. Van 1994 tot 2000 studeerde hij aan het Koninklijk Conservatorium in Den Haag. Na zijn afstuderen werd hij redacteur bij onder andere Perdu, nY en Parmentier.
Zijn composities zijn opgevoerd in Montreal en Düsseldorf. Als pianist is hij vooral bekend door zijn opvoeringen van Tom Johnsons The Chord Catalogue, een complex conceptueel stuk dat Vriezen naar eigen zeggen lange tijd als enige ter wereld kon spelen.
In 2006 stuurde Jeroen Mettes zijn gedicht N30 naar Vriezen op, een paar maanden voor hij zijn leven beeïndigde. Vriezen was vervolgens betrokken bij het publiceren van Mettes' verzameld werk. In 2016 verscheen zijn lange essay Netwerk in Eclips bij de Wereldbibliotheek.